# Province de Limarí
La province de Limarí fait partie de la région de Coquimbo au Chili. Elle a une superficie de 14 276,9 km² pour une population de 167 391 habitants. La capitale provinciale est la ville de Ovalle. L'actuel gouverneur est Rodrigo Hernández.
La province a reçu son nom d'un petit fleuve, le río Limarí qui baigne la province - et notamment sa capitale Ovalle - et dont la vallée est connue pour ses excellents vins.  

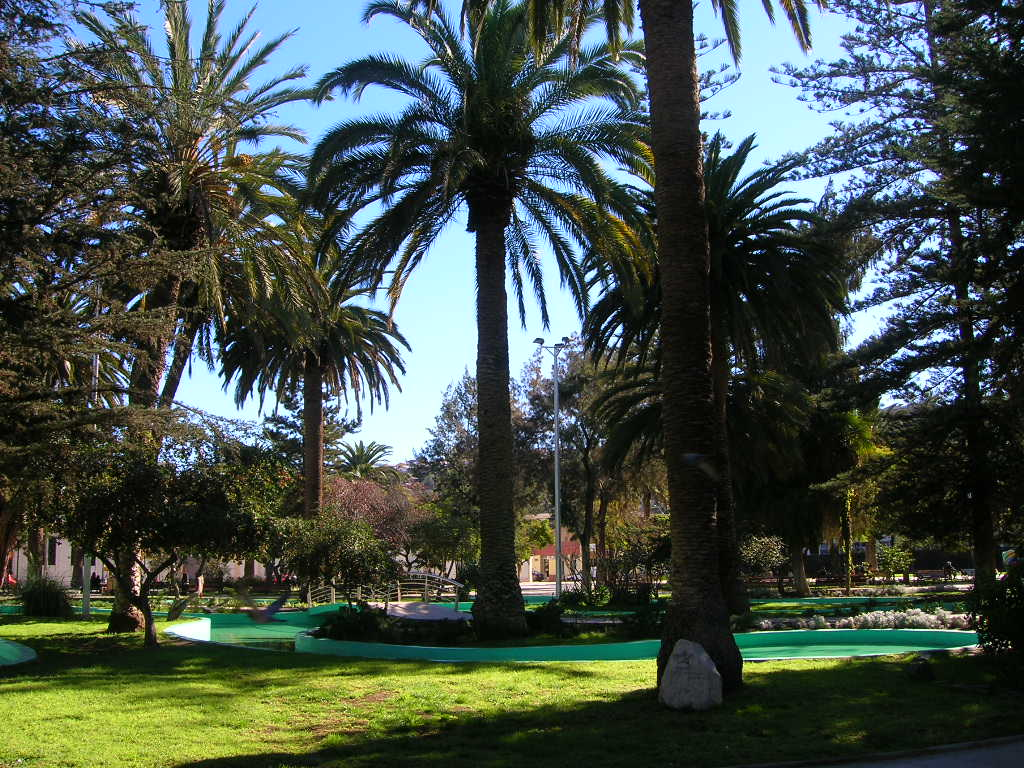
Place principale d'Ovalle

## Communes
La province de Limarí est divisée en cinq communes :
- Ovalle ;
- Río Hurtado ;
- Monte Patria ;
- Combarbalá ;
- Punitaqui.